# Tiggì Gulp
Tiggì Gulp è stato un programma televisivo italiano di genere telegiornale per ragazzi dai 10 ai 16 anni, andato in onda su Rai 1 dal 1998 al 2000, su Rai 3 dal 2000 al 2011 e su Rai Gulp dal 2011 al 2014.

## Storia
Il programma nacque su Rai 1 (ispirandosi alla rubrica Big! News di Big!) dov'è andato in onda dal 2 febbraio 1998 al 23 giugno 2000 come TG Ragazzi, trasmesso all'interno di Solletico con la conduzione di Tiziana Ferrario, che ne era anche l'ideatrice, con il supporto dei giornalisti Filippo Gaudenzi (co-conduttore nella seconda edizione), Lillo Gullo, Monica Carovani, Karina Laterza e Gabriella Leonzi.
Nato come rubrica del TG1, nel 1999 cambiò nome in GT Ragazzi e il 24 giugno 2000 si trasferì su Rai 3, dove rimase fino all'estate 2011. Con il passaggio su Rai 3 nel 2000, la rubrica veniva curata dal TG3.
Dal 12 settembre 2010, dopo la chiusura della cosiddetta "TV dei ragazzi", il GT Ragazzi è stato l'unico programma per ragazzi andato in onda sulla terza rete fino all'estate 2011, per poi spostarsi su Rai Gulp, divenendo Tiggì Gulp nel 2012.
Il programma chiuse definitivamente nel 2014. 
Su Rai 3, dalla stagione 2000-2001, andava in onda alle 15:15, dopo Neapolis (al posto del Pomeriggio sportivo); i volti principali erano Paola Sensini, Paolo Cortese e Valentina Martelli. Si è spostato nel 2007 alle ore 16:00, curato da Eugenia Nante, all'interno dei contenitori Treddi (prima) e Trebisonda (dopo); i volti principali erano Tatiana Lisanti, Cristiana Palazzoni e Giusi Sansone. Si  è spostato nel 2011 su Rai Gulp; i volti principali erano Giusi Sansone, Carolina Benvenga, Carolina Rey e Nadia Contino.

## Il programma
Gli argomenti trattati erano: attualità, ambiente, sport, musica, cinema e tutto ciò che ruotava intorno al mondo dei ragazzi. Quello che cambiava rispetto ad un tg per adulti era il confezionamento della notizia: si curava il linguaggio, che doveva essere semplice e diretto; si poneva l'attenzione su elementi grafici che potevano aiutare a una maggiore comprensione; si rendevano i bambini e i ragazzi protagonisti, trasformandoli in giovani reporter o più semplicemente mettendo in primo piano il loro punto di vista.
La preparazione del Tiggì Gulp iniziava con la prima riunione di redazione, alla quale partecipavano il caporedattore, il produttore esecutivo, i giornalisti, gli assistenti al programma, i montatori ed i grafici. Durante la riunione si analizzava la rassegna stampa, in base alla quale veniva stabilita la scaletta del programma: le notizie da inserire nel tg, la loro durata e il loro ordine in base alla loro rilevanza. Da qui partiva il lavoro che si svolgeva quotidianamente in redazione: ognuno svolgeva il proprio compito, facendo però attenzione alle esigenze di tutta la macchina produttiva. Una volta uscito dalla sala di montaggio il servizio era pronto per la grafica, ultimo step per dare alle news un tocco più frizzante e interessante: si aggiungevano scritte in sovrimpressione, cartine geografiche e vignette.
Durante l'intero percorso era di fondamentale importanza che il lavoro di tutti fosse ben coordinato: c'erano dei tempi tassativi da rispettare e gli imprevisti erano sempre una minaccia, talvolta anche durante la diretta.

## Rapporto con il pubblico
Nell'ambito del GT Ragazzi nella seconda metà degli anni 2000 nacque il progetto Telegiornale in classe, una collaborazione tra la redazione e l'Assessorato alle Politiche Educative e alla Scuola del Comune di Roma (successivamente poi esportato anche nella provincia di Treviso). Il progetto prevedeva la realizzazione di un telegiornale da parte delle scuole interessate con l'aiuto degli esperti del telegiornale, con l'obiettivo di coinvolgere i giovani nell'analisi e nella lettura critica dell'informazione televisiva e prepararli alla comprensione e all'interpretazione dei fenomeni della comunicazione in generale, con lo scopo di creare alla fine del percorso alla realizzazione di un telegiornale fatto dai ragazzi.